# Where the Streets Have No Name
Where the Streets Have No Name är första låten på U2:s album The Joshua Tree från 1987.
Gavs ut som tredjesingel i augusti 1987 och har spelats på i stort sett alla konserter sedan april det året. För många fans (och bandet själva) den verkliga höjdpunkten på en U2-konsert. The Edge har sagt att en U2-konsert ibland kan vara lite småtrist, men när bandet spelar "Streets" så händer det något: "Den låten är aldrig tråkig!" hävdar han. "När vi spelar den går Gud genom rummet".
Det berömda orgel/gitarr-introt kom ursprungligen från The Edge. Arbetet med att få ihop låten var besvärligt och producenten Brian Eno var vid ett tillfälle nära att radera låten. Hälften av tiden som albumet tog att producera gick åt till "Streets".
| ”                                            | Where the Streets Have No Name är den låt på LP:n som mest liknar det gamla U2, för att den är en skiss – jag försökte att bara skissera en plats, kanske en andlig plats, kanske en romantisk plats. Jag försökte att skissera en känsla. Jag känner mig ofta väldigt instängd när jag är i en stad, det är en känsla av att vilja bryta sig loss ur staden och en känsla av att vilja bege sig någonstans där stadens värderingar och vårt samhälles värderingar inte håller en tillbaka. Någon berättade en intressant sak för mig en gång om hur man i Belfast kan avgöra vilken religion en person bekänner sig till och hur mycket pengar den tjänar genom att se på vilken gata personen bor på – man kan bokstavligen avgöra det utifrån vilken sida av gatan de bor på, för att ju längre upp för kullen man kommer, desto dyrare blir husen. Man kan i stort sett lista ut vad folk tjänar utifrån namnet på gatan där de bor och vilken sida av den gatan de bor på. Det sa mig något, så jag började skriva om en plats där gatorna inte har några namn. | „ |
| – Bono i tidningen Propaganda nummer 5, 1987 | |   |